# Robert Cazala
Robert Cazala   (Bailòc, 7 de gener de 1934 - Ortès, 18 de febrer de 2023) va ser un ciclista francès que fou professional entre 1958 i 1968.
Al llarg de la seva carrera professional sempre va córrer a l'equip Mercier-BP-Hutchinson, aconseguint 36 victòries. Destaquen per damunt de tot quatre victòries d'etapa al Tour de França, cursa en la qual vestí el mallot groc de líder durant sis etapes en l'edició de 1959.

## Palmarès
- 1958
  - Vencedor d'una etapa al Critèrium del Dauphiné Libéré
  - 1r al Premi de Bergerac
  - 1r al Premi de Sigoules
  - 1r al Critèrium d'Alger
- 1959
  - 1r al Tour de Champagne i vencedor d'una etapa
  - Vencedor d'una etapa al Tour de França
  - Vencedor d'una etapa al Midi-Libre
  - 1r del Premi de Puy-l'Evêque
- 1960
  - 1r al Tour de Champagne i vencedor d'una etapa
  - Vencedor d'una etapa al Critèrium del Dauphiné Libéré i 1r del Premi de la Regularitat
  - Vencedor d'una etapa al Midi-Libre
  - Vencedor d'una etapa al Tour del Sud-est
  - 1r al Premi de Royan
  - 1r al Premi d'Alger
  - 1r al Premi de Brioude
- 1961
  - 1r al Tour de Var i vencedor d'una etapa
  - Vencedor d'una etapa al Tour de França
  - Vencedor de 2 etapes al Midi-Libre
  - 1r al Premi de Morlaix
  - 1r al Premi de Lalinde
- 1962
  - Vencedor de 2 etapes al Tour de França
  - Vencedor d'una etapa al Tour del Sud-est
  - 1r de la Ronda de Seignelay
  - 1r al Premi de Plounavez
- 1963
  - 1r al Premi d'Eymoutiers
  - 1r al Premi de Lubersac
- 1964
  - Vencedor d'una etapa al Midi-Libre
  - 1r al Premi de Saint-Hilaire
- 1965
  - 1r al Gran Premi de la Trinitat a Guéret
  - 1r al Premi de Saint-Alvèze
- 1966
  - 1r al Gran Premi d'Espéraza

### Resultats al Tour de França
- 1959. 32è de la classificació general. Vencedor d'una etapa. Porta el mallot groc durant 6 etapes
- 1960. Abandona (14a etapa)
- 1961. 40è de la classificació general. Vencedor d'una etapa
- 1962. 22è de la classificació general. Vencedor e 2 etapes
- 1963. 30è de la classificació general
- 1964. 59è de la classificació general
- 1965. 64è de la classificació general
- 1966. 80è de la classificació general

### Resultats a la Volta a Espanya
- 1964. 13è de la classificació general
- 1965. 28è de la classificació general
- 1967. 73è de la classificació general